# Richtlinie 2006/125/EG über Getreidebeikost und andere Beikost für Säuglinge und Kleinkinder
Die Richtlinie 2006/125/EG über Getreidebeikost und andere Beikost für Säuglinge und Kleinkinder ist eine Richtlinie der europäischen Gemeinschaft, die das Inverkehrbringen von Säuglings- und Kleinkindernahrung innerhalb des Europäischen Wirtschaftsraumes betrifft.
Die Richtlinie ist an alle Mitgliedstaaten gerichtet und muss von den einzelnen Mitgliedstaaten in nationales Recht umgesetzt werden.

## Inhalt der Richtlinie
Für Säuglings- und Kleinkindernahrung, die zu den diätetischen Lebensmitteln zählt, gelten besondere Vorschriften bezüglich Zusammensetzung, Verwendung von Zusatzstoffen, mikrobiologischer Beschaffenheit und Kennzeichnung.
Die Richtlinie enthält Anforderungen an die Zusammensetzung von Getreide- und anderer Beikost, die zur Verwendung während der Entwöhnungsperiode des Säuglings sowie als Beikost für Kleinkinder und/oder für deren allmähliche Umstellung auf normale Kost bestimmt sind.
Sie betrifft Lebensmittel für die Ernährung gesunder Säuglinge (unter 12 Monaten) und Kleinkinder (von ein bis drei Jahren) außer Milch für Kleinkinder. Sie schreibt die Zusammensetzung, die erlaubten Zusatzstoffe, Höchstgehalte für die Gesundheit von Säuglingen und Kleinkindern gefährdende Stoffe wie Rückstände einzelner Schädlingsbekämpfungsmittel sowie die mikrobiologischen Anforderungen vor, außerdem bestimmte Angaben auf dem Etikett des betreffenden Produkts. Insoweit knüpft die Richtlinie an den Internationalen Kodex für die Vermarktung von Muttermilchersatzprodukten von 1981 an.
Die Rückstände einzelner Schädlingsbekämpfungsmittel dürfen die Menge von 0,01 mg/kg nicht übersteigen. Für bestimmte Stoffe wie Fipronil gelten spezielle (niedrigere) Werte.